# Південний гірничо-збагачувальний комбінат
Півде́нний гірни́чо-збага́чувальний комбіна́т (Півде́нний ГЗК, ПівдГЗК, ПГЗК) — перший гірничо-збагачувальний комбінат Криворізького залізорудного басейну, розташований на однойменному житловому масиві міста Кривий Ріг.
Південний ГЗК виробляє залізорудний концентрат і агломерат. 
Залізорудний агломерат повністю поставляється на український ринок. Майже 60% виробленого концентрату експортується до Китаю.

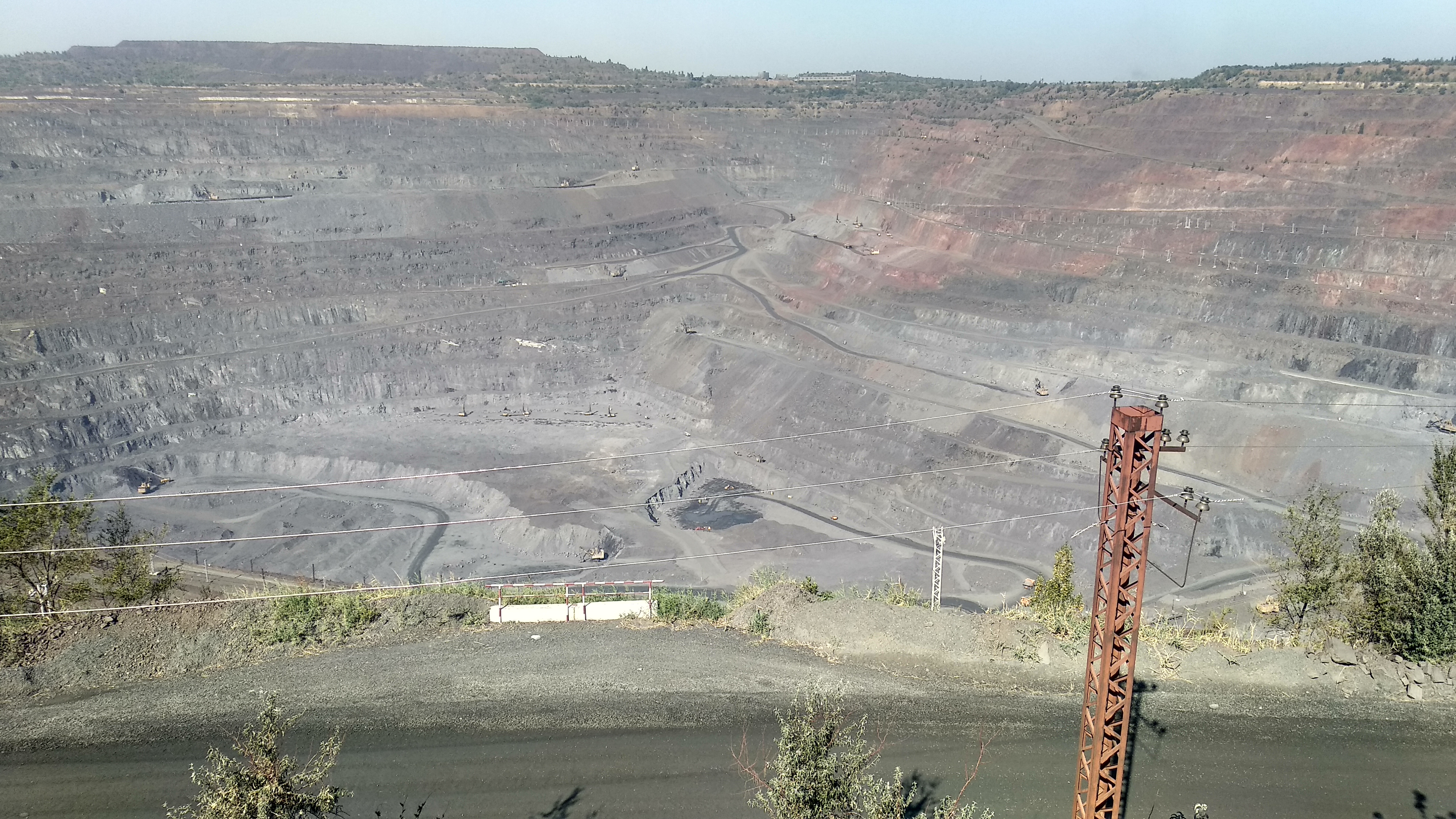
Кар'єр ПГЗК

Південний ГЗК контролюють спільно «Метінвест Холдинг» і Evraz Group.

## Історія
Перша черга стала до ладу у 1955 році, друга — в 1961. У лютому 1966 року колектив комбінату був нагороджений орденом Трудового Червоного Прапора. Сировинну базу комбінату складають кварцити Скелеватського родовища, яке розташоване у центральній частині Криворізького залізорудного басейну у районі замикання Західно-Інгулецької синкліналі. Продуктивним є сьомий залізистий горизонт. Родовище відробляється відкритим способом, максимальний розмір рудних шматків — 1200 мм. Комбінат виробляє залізорудний концентрат і агломерат.
В результаті реконструкції та технічного переозброєння ПГЗК до 1980 року досяг виробничих потужностей з видобутку сирої руди 35,5 млн т, виробництва залізорудного концентрату 17,2 млн т, агломерату 8,3 млн т, на рівні яких працював до 1990 року. Глибока економічна криза в Україні не обійшла стороною підприємство. Порушення господарських зв'язків, обмеження в електроспоживанні, взаємні неплатежі призвели до скорочення виробництва в 1996 році в порівнянні з 1990-м на 70 %, втрати власних оборотних коштів та джерел їх поповнення. Спад виробництва був відновлений на початку 2000-х.
В кінці 2007 року найбільший акціонер Evraz (Росія), компанія Lanebrook, купила 50 % ПГЗК разом з іншими активами української групи «Приват» (належить Ігорю Коломойському). На даний момент основними акціонерами ПАТ «ПГЗК» вважаються ПАТ «Смарт-холдинг» (Україна) і компанії, що входять до складу Evraz Group, (Росія).
У 2017 р. проведено капітальний ремонт двох секцій збагачувальної фабрики №1. Вартість робіт – близько 400 млн грн. На секціях майже повністю замінили обладнання на всіх технологічних ділянках – подрібнення, сепарації, фільтрації; встановили потужні насоси.
У 2018 р. Південний ГЗК інвестував в оновлення гірничої техніки 63 млн грн. Придбано два великовантажних кар’єрних самоскиди БелАЗ вантажопідйомністю 130 т.
2018 року на Південному ГЗК продовжили капітальний ремонт технологічних секцій на збагачувальній фабриці № 1. В оновлення обладнання і заміну будівельних конструкцій інвестовано понад 680 млн грн.
У березні 2019 року Російська сталеливарна компанія «Євраз» оголосила, що офіційно продасть свою частку акцій Південного гірничо-збагачувального комбінату (Південний ГЗК) компанії Lanebrook Ltd за $32,3 млн.

## Видобуток
На початок 2000 рік експлуатаційні запаси магнетитових кварцитів становили 1220 млн тонн з часткою заліза 34,6 мас.% при середньому коефіцієнт розкриву 0,22 м3/т. У 1995 р. комбінат став відкритим акціонерним товариством з державною часткою акцій 25,8 %. У 1999 р. випуск концентрату становив 7,91 млн т, агломерату — 4,0 млн тонн, продукції реалізовано на 871 млн грн. Стан запасів на 2003 рік по кар'єру ПІВДГЗКа: розкритих запасів 318,1 млн тонн, підготовлених до розкриття 22,3 млн тонн, готових до виїмки 3,6 млн т, забезпеченість до виїмки запасами 2,5 млн т сировини на місяць. В середньому ПІВДГЗКа видобуває 34 млн т гірничої маси руди на рік, із них сирої руди 18 млн т/рік.
Основним методом збагачення є магнітний у слабкому полі. Технологічна схема включає 3 стадії подрібнення і 4–5 стадій магнітної сепарації. У кожній стадії отримуються відходи, а промпродукт переробляється далі. У результаті із руди з масовою часткою загального заліза (Fe заг) 35,01 %, заліза магнітного (Fe м) 27,33 % отримується концентрат з масовою часткою Fe заг 64,77-65,31 %, вологістю близько 10 %.
В середньому на рік комбінатом випускається близько 8 млн тонн концентрату і 4,5 млн тонн агломерату. В агломераті масова частка Fe — 53,31-54,13 %. На дробарних фабриках комбінату встановлені дробарки типу ККД 1500/180; КСД 2200; КМД 2200; на збагачувальних фабриках використовують млини МШЦ 3,6 х 5,0; МШЦ 4,5 х 6,0; МШЦ 3,6 х 5,5; магнітні сепаратори типу ПБМ-120/250; вакуум фільтри Ду-100. Питомі витрати електроенергії станом на 01.01. 2003 р. на 1 т концентрату 131,9-135,6 кВтּгод, на 1 т агломерату 29,4-29,0 кВтּгод.
Продукція комбінату надходить на металургійні підприємства України, Польщі, Чехії, Словаччини, Югославії, Румунії. З 2010 року комбінат може стабільно працювати з річною продуктивністю по концентрату 11,1 млн т при вмісті в ньому Fe 67-68 %; по агломерату — 5,5 млн т.
Південний ГЗК — лауреат загальноукраїнського рейтингового конкурсу «Вироблено в Україні» та конкурсу «100 найкращих товарів України». У 2005 році комбінат отримав Сертифікат на систему управління якістю у відповідності ДСТУ ISO 9001-2001.

### Обсяги виробництва
Агломерат:
- 2012 — 2,023 млн т
- 2013 — 2,414 млн т
- 2014 — 2,074 млн т
- 2015 — 1,616 млн т
- 2016 — 2,085 млн т
- 2017 — 1,859 млн т
- 2018 — 1,700 млн т
- 2019  — 0,946 млн т

Концентрат:
- 2012 — 10,386 млн т
- 2013 — 10,383 млн т
- 2014 — 10,952 млн т
- 2015 — 11,389 млн т
- 2016 — 11,282 млн т
- 2017 — 12,270 млн т
- 2018 — 12,313 млн т
- 2019 — 12,343 млн т

## Індустріальний туризм
Як найбільший відкритий промисловий кар'єр держави та Європи, він є популярним наймасштабнішим об'єктом індустріального туризму екстремалів України та багатьох країн світу.